# Révolution roumaine de 1989
Pour un article plus général, voir Histoire de la Roumanie.
Pour les articles homonymes, voir Révolution roumaine.
La révolution roumaine de 1989 fut un coup d'État facilité par une série d'émeutes et de protestations qui se déroulèrent en décembre 1989, en république socialiste de Roumanie, et qui aboutit au renversement du régime communiste, à l'exécution du dictateur Nicolae Ceaușescu et de son épouse et à la proclamation d'une Roumanie républicaine et démocratique. Cet événement inaugure le début de la métamorphose du régime communiste en démocratie parlementaire, et de la nomenklatura en une bourgeoisie libérale.
La nature exacte de cette « révolution » est l'objet d'interprétations divergentes, car les différents événements recensés vont de l'émeute populaire spontanée au coup d'État interne monté par des dirigeants du Parti communiste roumain avec l'aide possible de services secrets étrangers et accompagné d'une manipulation médiatique dans le but de permettre à la nomenklatura de se maintenir aux affaires, de sorte que toute interprétation des faits peut s'appuyer sur des sources contradictoires.

## Contexte
Comme dans les autres pays de l’Europe de l'Est, la grande majorité de la population souffrait de l'absence de libertés civiles et de la politique économique de Ceaușescu (remboursement de la dette extérieure par l'exportation de la production agricole combiné à des projets de constructions surdimensionnées) qui étouffaient toute vie sociale et maintenaient la population dans la misère matérielle. La pénurie alimentaire et l'ambiance de suspicion et de terreur entretenue par la police secrète (Securitate), étaient les principales sources du mécontentement. La perestroïka et la glasnost, promues par le « grand frère soviétique » dirigé par le réformateur Mikhaïl Gorbatchev, n'ont pas été adoptées par le gouvernement de Ceaușescu.

### Services secrets
En 1978 déjà, le lieutenant général Ion Mihai Pacepa, vétéran de la Securitate, avait fait défection et s'était réfugié aux États-Unis. En 1986, Pacepa révèle, dans son livre Red Horizons: Chronicles of a Communist Spy Chief, divers détails sur le rôle de Ceaușescu au sein du bloc de l'Est, tels que son soutien aux mouvements terroristes arabes, ses entreprises d'espionnage industriel aux États-Unis et ses efforts constants et élaborés pour obtenir la sympathie et le soutien des pays occidentaux. On ignore la part de réalité et de fiction dans ces détails difficilement vérifiables (une partie des archives de la Securitate ayant été détruite), mais cela porte un coup sévère au régime, d'une part en ébréchant son image de « régime communiste plus libéral et plus indépendant que les autres », d'autre part en contraignant Ceaușescu à revoir toute l'organisation de la Securitate. La même année 1986, Gorbatchev s'était rendu à Bucarest sans parvenir à convaincre Ceaușescu d'adopter la glasnost (transparence) et la perestroïka (réforme) : la Roumanie maintient une stricte orthodoxie communiste et le 17 mars 1989, six anciens hauts responsables du Parti communiste roumain publient une lettre ouverte au président roumain dans le journal français Le Monde pour lui demander de changer de politique. Ces épisodes sont symptomatiques d'une perte de confiance réciproque entre le président Ceaușescu et une partie, croissante, de la nomenklatura.

## Déroulement

### Début à Timișoara
Le 17 mars 1989, six anciens membres du Parti communiste roumain critiquent dans une lettre ouverte (publiée en français par Le Monde) la politique de Ceaușescu qui « terrorise et affame le peuple roumain ». À ce prix, ce dernier parvient à rembourser toute la dette extérieure de la Roumanie communiste et se fait réélire président par une Assemblée nationale entièrement communiste, le 24 novembre 1989.
Mais la population est si désespérée que le 16 décembre, une manifestation spontanée a lieu à Timișoara contre l'expulsion par la Securitate d'un pasteur protestant, László Tőkés, membre de la minorité hongroise de Roumanie. Pendant la manifestation, la foule entonne des chants libertaires et religieux, jugés anti-communistes par le régime. Les troupes spéciales de la Securitate (USLA) réagissent par des tirs de gaz lacrymogènes et par l'usage de canons à eau, mais la manifestation reprend de plus belle le lendemain. L'armée intervient alors : des combats de rue ont lieu, des voitures sont incendiées, des coups de feu retentissent. La manifestation prend fin après l'envoi des blindés. Le 18 décembre, un groupe de 30 jeunes gens arbore des drapeaux tricolores dont ils ont arraché l'emblème communiste et chantent l'ancien hymne national Deșteaptă-te, române! (« Éveille-toi, Roumain ! »), interdit sous le régime communiste. L'idée de découper l'emblème communiste au centre du drapeau était déjà venue aux manifestants de l'insurrection de Budapest en 1956.
Le 21 décembre, 100 000 ouvriers entrent dans la ville de Timișoara et commencent à manifester contre le gouvernement aux cris de « Nous sommes le peuple », « L'armée est avec nous ».
Même si seul l'écho des évènements de Timișoara est parvenu en Occident (donnant lieu à un emballement médiatique sur le nombre de victimes), le mouvement contestataire avait touché d'autres villes bien avant que le pasteur soit arrêté. À Iași, six personnes étaient déjà arrêtées pour « des actions anarcho-protestataires de propagande contre l'ordre socialiste ». Les 13 et 14 décembre 1989, dans la ville, des tracts étaient distribués, incitant la population à participer aux manifestations. L'initiateur de cette opération était Ștefan Prutianu, économiste dans un centre de recherches, qui avait mis au point un système de type « pyramidal » : chaque membre du groupe devait contacter 3 autres personnes, qui à leur tour devaient contacter d'autres personnes. Son initiative s'inscrivait dans la tradition de la résistance anticommuniste roumaine. Les initiateurs ont été arrêtés et mis en prison, à la suite d'une fuite dans l'organisation. Pour la journée du rendez-vous (16 décembre), la place centrale de Iași était bondée de militaires qui avaient comme ordre de disperser tout mouvement suspect.
Chose encore plus étonnante pour ceux qui nient la réalité d'un coup d'État manipulant la « révolution », les initiateurs du mouvement, une fois libérés (le 22 décembre 1989), ont été arrêtés à nouveau 7 à 8 mois après, en 1990, par le même procureur qui avait décidé leur première arrestation. Ce procureur ne les libéra la seconde fois que lorsqu'ils eurent signé un engagement à ne jamais divulguer leur arrestation initiale.

### Dans la capitale Bucarest
Ceaușescu, revenant d'un voyage en Iran, trouve en Roumanie une situation où son pouvoir commence à vaciller. Les événements de Timișoara ont été décrits par les radios étrangères (écoutées clandestinement par les Roumains) comme un « massacre de masse » et des charniers sont « découverts » (il s'agit en fait de celui de l'Institut médico-légal de la ville). Le 21 décembre 1989 à Bucarest, un rassemblement de masse organisé par la Securitate à la demande de Ceaușescu pour montrer la popularité du régime, est diffusé en direct sur la télévision d'État. Or, après huit minutes où tout se déroule selon les ordres, les haut-parleurs cessent de répéter les slogans habituels (« vive le Parti communiste », « vive le camarade Ceaușescu », « à bas l'ingérence impérialiste »…) et diffusent un enregistrement des manifestations de Timișoara, où l'on entend des coups de feu et des cris. Le rassemblement se transforme alors en manifestation de protestation contre le régime : la foule laisse tomber et piétine calicots, portraits officiels et drapeaux rouges du Parti et crie « Timișoara ! ». Les tentatives de Ceaușescu de calmer son auditoire restent célèbres : « a-llo ! a-llo ! a-llo ! camarades ! allo, attendez tranquillement, chacun à sa place ! a-llo ! a-llo ! ». Les gens répliquent « changez le dictateur ! ». Ceaușescu se retire, la transmission télévisée est interrompue. Dans le même temps, de plus en plus de gens qui avaient vu cela à la télévision sortent dans la rue. Au soir, une bonne partie des Bucarestois est dans la rue et vers 2 heures du matin l'armée reçoit l'ordre de réprimer le mouvement et prend position aux carrefours, mais sans agir. Un journaliste français, Jean-Louis Calderon, est écrasé accidentellement par un char. Le lendemain, les manifestants envahissent le siège du comité central du Parti communiste roumain.

### Fuite et mort du dictateur

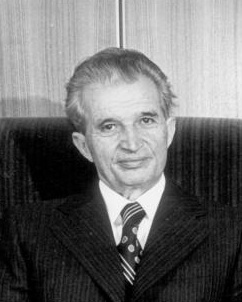
Nicolae Ceaușescu, en novembre 1988.

Selon la version officielle, Nicolae et Elena Ceaușescu prirent la fuite le 22 décembre 1989 du siège du comité central du Parti communiste roumain en hélicoptère, prétendument en prenant en otage son pilote menacé à l'aide d'une arme à feu. Manquant de carburant, le pilote aurait posé l'hélicoptère à proximité des bâtiments d'un kolkhoze. S'en serait suivi une fuite erratique du couple présidentiel, au cours de laquelle il aurait notamment été pris en chasse par des citoyens insurgés tentant de les arrêter, avant de parvenir à trouver un répit de courte durée dans une école. Ils auraient finalement été retenus prisonniers pendant plusieurs heures dans une voiture de police, les policiers restant dans l'expectative et écoutant la radio pour deviner dans quel sens le vent allait tourner, avant d'être livrés aux forces armées.
Selon d'autres sources, les généraux Stănculescu (armée) et Opruță (aviation) auraient œuvré pour la partie « réformiste » de l'appareil du Parti et de la Securitate (peut-être en accord avec la CIA et le KGB qui jugeaient le dictateur incontrôlable et facteur d'instabilité). Le pilote de l'hélicoptère, obéissant à leurs ordres en pleine connaissance de cause, aurait tout simplement « livré » le couple présidentiel à 50 km de Bucarest, dans une école des environs de Târgoviște tenue par des officiers et des hommes de troupe acquis aux « réformistes », où Ceaușescu et son épouse furent internés (c'étaient les vacances scolaires d'hiver) avant d'être transférés dans la base militaire de Târgoviște.
Le 25 décembre 1989, la quasi-totalité des forces militaires et policières est informée du changement de pouvoir et un simulacre de procès expéditif de 55 minutes a lieu dans cette base, devant un tribunal secret improvisé selon une procédure d'urgence jusqu'alors utilisée par la Securitate contre les dissidents ou les manifestants à exterminer. Ce simili-procès est filmé. Nicolae Ceaușescu et son épouse Elena Petrescu furent déclarés « coupables de génocide », condamnés à mort et aussitôt fusillés. L'exécution est également filmée. Le soir même, les images des corps du couple Ceaușescu furent diffusées à la télévision. Le simili-procès filmé fut quant à lui diffusé quelques jours plus tard. Cela dégrade notablement l'image internationale de la révolution, les commentateurs occidentaux s'étant attendus à ce qu'une révolution pour la démocratie inaugure ses actes de justice par un procès en bonne et due forme. Les Ceaușescu sont enterrés dans le cimetière Ghencea de Bucarest.

### Télédiffusion

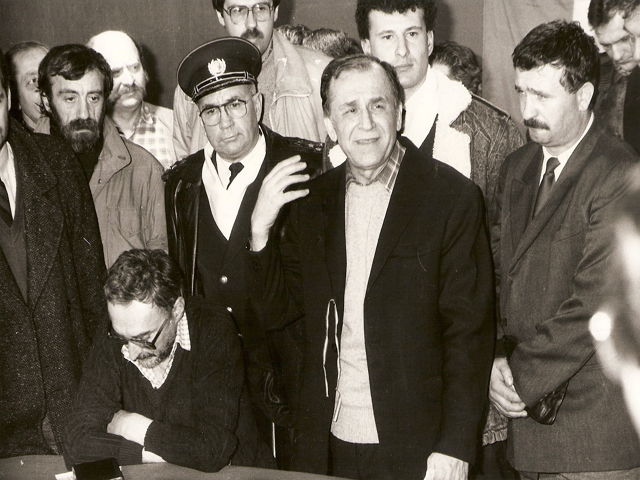
Ion Iliescu à la télévision roumaine le 24 décembre 1989.

La révolution roumaine de 1989 est la première révolution de l'Histoire à avoir été télédiffusée en direct. Les principaux événements ont eu lieu à Timișoara et Bucarest dans la semaine précédant Noël 1989. Le lendemain de la fuite des Ceaușescu, la télévision roumaine recommence à émettre. Le journaliste Mircea Dinescu et l'acteur Ion Caramitru y apparaissent avec notamment Ion Iliescu, Petre Roman et Victor Atanasie Stănculescu qui affirment vouloir construire en Roumanie un « socialisme scientifique à visage humain », annoncent la fuite du dictateur et la formation d'un nouveau gouvernement comprenant à la fois des personnalités culturelles et des membres du Parti communiste.
Il y avait au moins une tragédie pendant la télédiffusion de la révolution à l'auditoire mondiale. Danny Huwé (nl), un journaliste belge pour VTM, fut tué en reportage à Bucarest par des soldats le 24 ou le 25 décembre 1989. La place où il mourut maintenant porte son nom (Piața Danny Huwé).

## Répression ou manipulation?
On crie beaucoup « à bas Ceaușescu et sa clique », mais ce n'est qu'à partir du 24 décembre 1989 qu'on entend et qu'on lit sur les murs « à bas le communisme » et « à bas le Parti », après que dans le centre et autour de la télévision, furent apparus de mystérieux tireurs d'élite embusqués qui visent des passants, des véhicules, des fenêtres. Il y a des morts et des dégâts matériels. Dans l'après-midi du 23 décembre 1989, Ion Iliescu, Petre Roman et Gelu Voican Voiculescu (ro) parlent à la télévision de « terroristes à la solde de Ceaușescu » et demandent à l’armée et à la population de « défendre la révolution » ; ils annoncent la création d'un Front du salut national, qu'ils avaient créé discrètement quelques mois plus tôt.
Les agents de désinformation de la Securitate, que la population appelait zvonuri (du roumain zvon, « rumeur ») et răspândaci (du roumain a răspândi, « répandre, diffuser ») lancent d'effrayantes « nouvelles » : Ceaușescu serait en train de rassembler une armée pour noyer la révolte dans le sang ; il aurait fait creuser un gigantesque labyrinthe souterrain qui lui permettrait de se déplacer secrètement et d'intervenir par surprise n'importe où. La presse internationale relaie ces rumeurs avec complaisance : le téléspectateur occidental assiste alors à des progressions en caméra subjective dans des couloirs apparemment souterrains toujours déserts, mais susceptibles de receler des compagnies entières de « jusqu'au-boutistes du régime ».
En réalité, de nombreux coups de feu ont été tirés durant ces « journées sanglantes » notamment à Bucarest devant le siège du Comité Central du Parti (mais pas sur celui-ci), autour des aéroports et de la télévision. À l’aéroport Henri Coandă d'Otopeni, deux compagnies de l’armée tirent l’une contre l’autre, chacune persuadée de lutter contre les « terroristes ». Les témoignages recueillis par la suite sont unanimes : les soldats et les civils ayant mis la main sur des armes et qui ont tiré, étaient persuadés de « défendre la liberté contre les sbires du dictateur », et se sont entretués « de bonne foi » pour avoir cru aux désinformations dont Ion Iliescu lui-même s'était fait le porte-parole à la télévision. Il n'existe aucun témoignage de tireur d'élite ou de partisan de Ceaușescu. Ultérieurement (juin 2009) Iliescu a été traduit en justice sous l'accusation d'avoir ordonné aux tireurs d'élite (restés anonymes) de l'USLA (troupes de la Securitate) d'accréditer le mythe des « terroristes » en tirant sur la foule, mais il a bénéficié de non-lieu soit pour prescription, soit pour absence de preuves selon les faits.
À partir du 24 décembre 1989, le Front de salut national renonce au « socialisme scientifique à visage humain » et se convertit à la démocratie à l'occidentale, tandis que Dumitru Mazilu lance aux manifestants le slogan : « À bas le communisme, mort aux terroristes ». Les policiers repeignent partout les enseignes Miliție en Poliție et tous les agents des administrations et des forces de l'ordre reçoivent la directive d'appeler les citoyens doamnă, domnule (madame, monsieur) et non plus tovarășe (camarade). La capture des Ceaușescu (et, le lendemain, leur exécution) est annoncée et le slogan « aujourd'hui nous avons reçu notre portion de liberté » tracé en grandes lettres à la peinture routière au latex apparaît le 25 décembre 1989 un peu partout dans le centre de Bucarest, attirant cette réplique du dissident Romulus Rusan : « la liberté n'est pas du fromage que l'on octroie par portions, messieurs les ex-camarades ». Comme personne ne parvient à identifier les fameux « terroristes » (quelques policiers, membres présumés de la Securitate et passants sont pris à partie, tabassés et arrêtés), les agents désinformateurs répandent la rumeur qu'il s'agirait de « moudjahiddin » prêtés à Ceaușescu par Mouammar Kadhafi. On ne trouve pas plus de « moudjahiddin » libyens que de « terroristes » roumains, et la question « Qui nous a tiré dessus ? » tracée en grandes lettres rouges par les étudiants sur un mur au carrefour de l'Université, restera sans réponse.

## Bilan

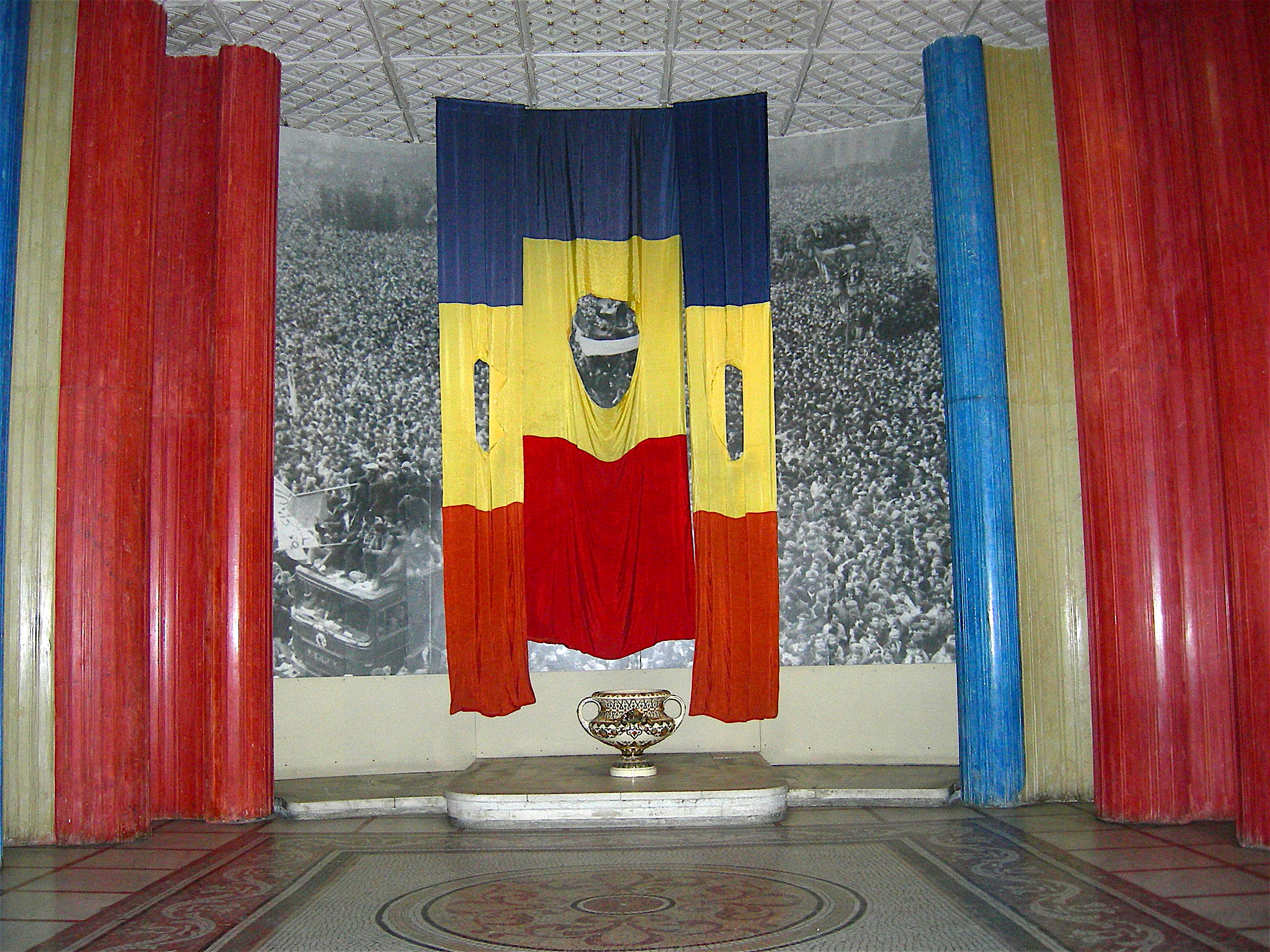
Drapeaux de décembre 1989 au Musée militaire de Bucarest : l'emblème de la dictature a été découpé en leur centre.

De tous les pays de l'Est ayant renversé les régimes en place après la chute du mur de Berlin dans la période allant de l'automne 1989 à 1991, la Roumanie est, avec la Russie, le seul où cette métamorphose coûta des vies[réf. nécessaire].

Selon l'Institut de la révolution roumaine de décembre 1989, il y a eu 1 165 morts (dont 642 à Bucarest, 122 à Timișoara, 90 à Sibiu, 75 à Brașov, 42 à Brăila et 32 à Cluj-Napoca).

## Nouveau pouvoir

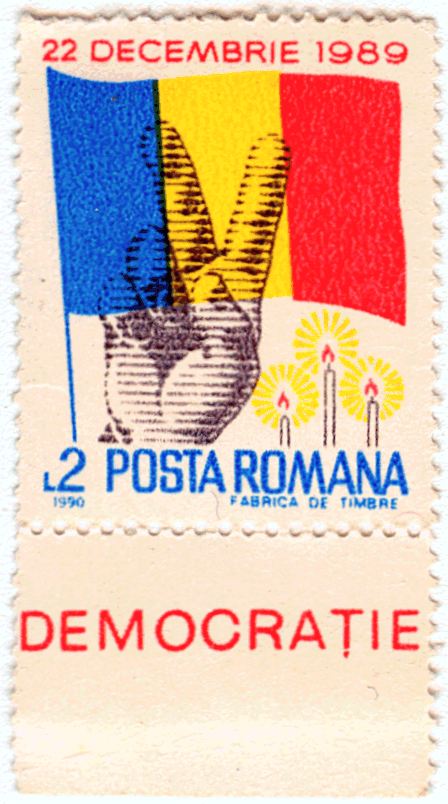
Timbre roumain commémorant la révolution.

En 1990, Ion Iliescu, fondateur du Front de salut national, dignitaire du régime communiste converti à la démocratie, remporte la première élection présidentielle de l'ère post-communiste avec 85 % des voix, sous le slogan « L'un des nôtres, pour notre tranquillité » (Unul dintre noi, pentru liniștea noastră) qui résume parfaitement les principaux thèmes de sa campagne : « pas de lustration » (réclamée par les autres partis), « personne ne sera inquiété pour ses faits et gestes sous la dictature », « on tourne la page », et « on tente notre propre formule de libéralisme, à l'abri des excès du capitalisme ». Aux yeux de l'Occident et des pays voisins, il passe pour un démocrate modéré par contraste avec le rôle assumé par d'anciens laudateurs du régime Ceaușescu reconvertis dans l'ultra-nationalisme xénophobe : Adrian Păunescu et Corneliu Vadim Tudor.

## Suites
En 2015, une enquête est ouverte à l'encontre d'Iliescu pour crimes contre l'humanité : il est accusé d'avoir participé aux crimes du régime communiste, d'avoir participé à la décision d'exécuter le couple Ceaușescu selon une parodie de procédure que son régime réservait à ses opposants, d'avoir provoqué par ses déclarations télévisées les fusillades de 1989 et d'être à l'origine de la minériade de juin 1990. Cette réouverture d'enquête fait suite à la condamnation de la Roumanie par la Cour européenne des droits de l'homme pour enquêtes « lacunaires et déficientes ». L'enquête est classée sans suite mais rouverte en 2016 sur décision de la Haute Cour de cassation, qui retient ensuite d'autres accusations à son encontre,. Il est inculpé pour crimes contre l’humanité le 21 décembre 2018, pour l'affaire des fusillades et pour celle de l'assassinat des Ceaușescu. Son procès s'ouvre en avril 2019.

## Historiographie
Bien que les recherches historiques apportent aux spécialistes de plus en plus de détails, les monographies, les manuels scolaires d'histoire et les émissions télévisées présentent toujours des points de vue divergents sur la révolution de 1989.
La version officielle, du moins jusqu'à l'élection de Klaus Iohannis en 2014, est celle d'une révolution populaire spontanée à laquelle les responsables politiques réformateurs et patriotes se seraient tout aussi spontanément ralliés, seule une minorité de « terroristes » s'y opposant durant quelques jours. C'est celle de la majorité parlementaire et des programmes scolaires.
Mais aucun « terroriste » n'a jamais été identifié, retrouvé ou condamné, et la version officieuse, celle des historiens et d'une partie des journalistes, est qu'il s'agit principalement d'un coup d'État interne (mais en accord avec Moscou et l'Occident) instrumentalisant des émeutes et durant lequel le général Victor Atanasie Stănculescu aurait créé des scénarios avec des tireurs d'élite, pour maintenir la peur et faire passer les ex-communistes pour des « défenseurs de la révolution », afin d'empêcher l'émergence d'un « pouvoir des dissidents ». C'est aussi pour éviter pareille évolution que les ex-communistes passèrent d'eux-mêmes du marxisme à la démocratie, au libéralisme, au nationalisme et au christianisme. Une partie des archives et des témoins ayant disparu, une autre partie étant toujours classifiée ou refusant tout entretien, les sources sont lacunaires.
Le seul point d'accord est le culte des « victimes de la révolution », dont la mémoire est unanimement honorée, sans que nul ne doute que toutes soient mortes au nom du désir de liberté et de justice du peuple. Pour officialiser ce culte, un « Office national pour le culte des héros » (Oficiul Național pentru Cultul Eroilor) dépendant du ministère de la défense est créé le 9 février 2010 qui n'est, aux yeux de ses critiques, qu'un « avatar nationaliste et collectif du culte de la personnalité hérité de la dictature communiste ».

#### Ouvrages
- (en) Mark Almond (Răscoală: Schimbări politice care au cutremurat lumea), Uprising : Political Upheavals that have Shaped the World, Londres, Mitchell Beazley, 2002, 84 p. (ISBN 978-0-7607-3348-6).
- Jean-Marie Le Breton, La fin de Ceausescu, histoire d'une révolution, Paris, l'Harmattan, 1996, 190 p. (ISBN 978-2-7384-4394-6, lire en ligne)  — J.-M. Le Breton était ambassadeur à Bucarest pendant et après la Révolution
- Victor Loupan (ru), La Révolution n'a pas eu lieu : histoire d'un coup d'État, Robert Laffont,‎ 1990, 223 p. (ISBN 978-2-221-05855-8).
- Catherine Durandin, Histoire des Roumains, Fayard, 1995, 573 p. (ISBN 978-2-213-59425-5).
- Michel Castex, Un mensonge gros comme le siècle : Roumanie, histoire d'une manipulation, Albin Michel, 1990, 190 p. (ISBN 978-2-226-04807-3).
- Radu Portocală, La chute de Ceaușescu, Paris, Kryos, 2019, 165 p. (ISBN 978-2-915518-13-9, lire en ligne).
- (ro) Domnița Ștefănescu, Cinci ani din Istoria României, Bucarest, Editura Mașina de Scris, 1995, 511 p. (ISBN 978-973-97126-2-0).

#### Articles
- (ro) Marian Oprea, « Au trecut 15 ani – Conspirația Securității », Lumea Magazin, no 10,‎ 2004.
- (ro) Viorel Patrichi, « Eu am fost sosia lui Nicolae Ceaușescu », Lumea Magazin, no 12,‎ 2001.
- (ro) « Sinucidere - un termen acoperitor pentru crima », Jurnalul Național,‎ 30 décembre 2004 (lire en ligne).